# Pont ferroviaire en treillis de Bollman
Le pont ferroviaire en treillis de Bollman est un ancien pont ferroviaire à structure en treillis situé à Savage dans le Maryland, aux États-Unis, est le seul exemple qui subsiste d'un ouvrage de conception révolutionnaire dans l'histoire de l'ingénierie américaine des ponts. Cet ouvrage, long de 48,8 m présente une double travée est l'un des plus anciens ponts métalliques de chemin de fer aux États-Unis ; toutefois, actuellement, il est utilisé pour permettre au sentier de Savage Mill (en) de franchir la rivière Patuxent. Il a été le premier pont de conception métallique à être utilisé régulièrement avec succès sur un chemin de fer. Ce type de pont a été nommé d'après son inventeur, Wendel Bollman, un ingénieur autodidacte de Baltimore.

## Historique

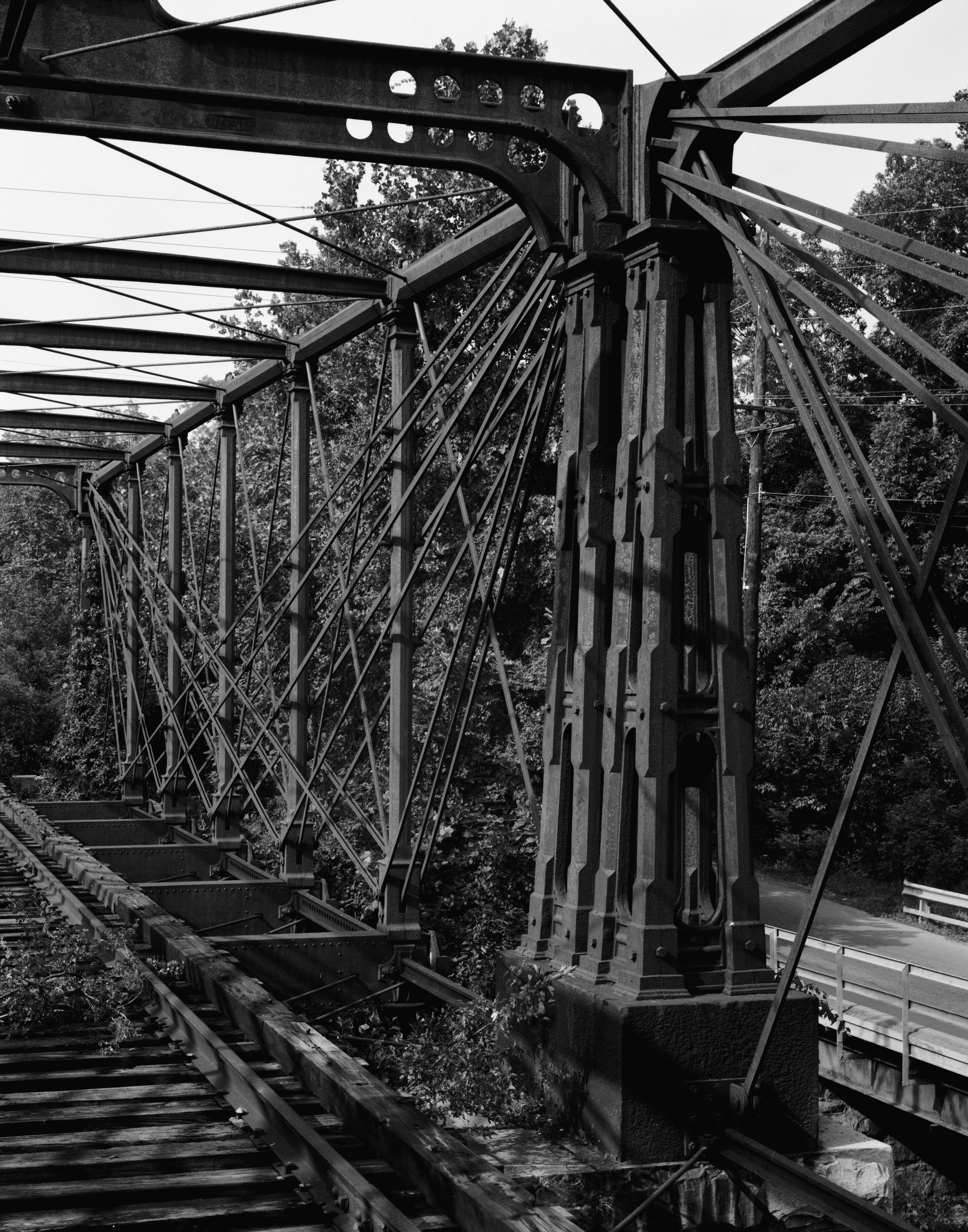
Poteaux jumelé à mi-travée montrant la connexion des éléments de traction diagonale avec d'ancrage de la coulée.

Le pont a été construit pour un lieu inconnu sur la ligne principale du chemin de Fer de Baltimore et de l'Ohio, en 1852, et a été déplacé à son emplacement actuel, franchissant la Little Patuxent sur l'éperon de la filature cotonnière de Savage Mill (en), en 1887. Cet embranchement date d'environ 1840, et à l'origine il traversait la rivière sur un pont de pierre en arche ; toutefois, en raison des altérations de l'usine dans les années 1880 et des contraintes topographiques, un pont de remplacement était nécessaire. Le pont est resté en service jusqu'à la fermeture de la filature, en 1947. Un pont du même type, plus petit et plus étroit, a été installé juste à côté pour permettre la circulation routière, avant d'être démoli après la Première Guerre mondiale.

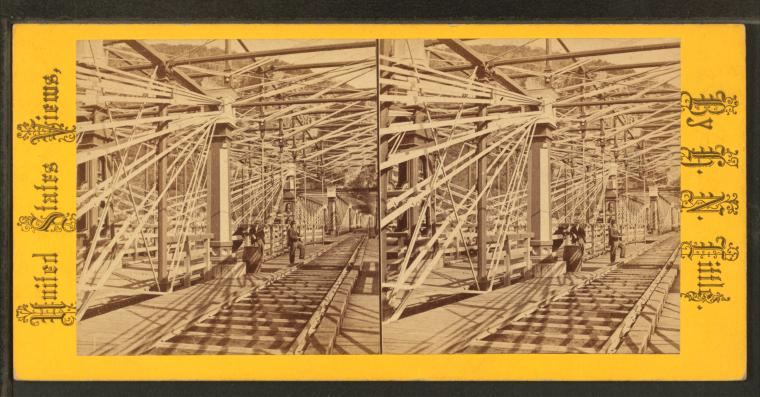
Dessin du pont en treillis de Bollman à Harpers Ferry.

Il a été le premier pont de conception métallique à être adopté et utilisé régulièrement sur un chemin de fer avec succès. La conception s'appuie sur des éléments de tension en fer forgé, et des éléments de compression en fonte. C'est une amélioration par rapport aux structures en bois, car l'indépendance des unités structurelles réduit la possibilité de défaillance de la structure. Après avoir déposé le brevet le 6 janvier 1852,, la société a construit une centaine de ces ponts jusqu'en 1873. Leur durabilité et leur facilité d'assemblage a grandement contribué à l'expansion des chemins de fer américains au cours de cette période. Le pont Bollman de Wells Creek (en) a aussi survécu, mais il utilise un autre système de treillis.

## Description
Le pont Bollman est un pont à treillis traversant à deux travées, reposant sur des piliers de granit à chaque extrémité et une jetée en granit au milieu de la rivière. La structure en treillis est un mélange de fer forgé et de fonte. La configuration du treillis est la conception brevetée par Bollman sous le nom de « Bollman suspension truss » (« armature de suspension de Bollman ») en 1852. Chaque travée mesure 79,5 pieds (24,2316 m) de long, 25,5 pieds (7,7724 m) de large et environ 21 pieds (6,4 m) de hauteur. L'armature de Bollman suspend le pont au moyen d'un réseau d'éléments de traction, des barres à œillets, tandis que la membrure supérieure résiste à des forces de compression. Le système est donc considéré comme une armature de suspension.
L'armature comprend des éléments décoratifs, tels que des éléments verticaux de style dorique. Les piliers finaux en fonte, qui portent transférer le poids de la structure aux butées et à la jetée, sont également décorés. Un cerclage en métal de décoration et de protection installé sur la partie supérieure de la tour a été perdu à cause d'actes de vandalisme, mais a été remplacé lors de la restauration. Sur les bandes de métal situées à chaque portail on peut lire « W. BOLLMAN, PATENTEE », « BALTIMORE, MD. », « BUILT BY B&O R.R. CO. », « 1869 » et « RENEWED 1866 ». Ce sont des répliques des originaux des bandes qui ont été installées.
Le pont a été peint avec des couleurs vives, à l'aide d'oxyde de fer rouge pour les tours et le plus lourd membres de compression, et une couleur ivoire pour les éléments de tractions plus légers. Le pont était à l'origine peint en trois couleurs, ainsi qu'en attestent des photographies en noir et blanc, mais les nuances en sont inconnues.

## Restauration

Le pont avant la restauration
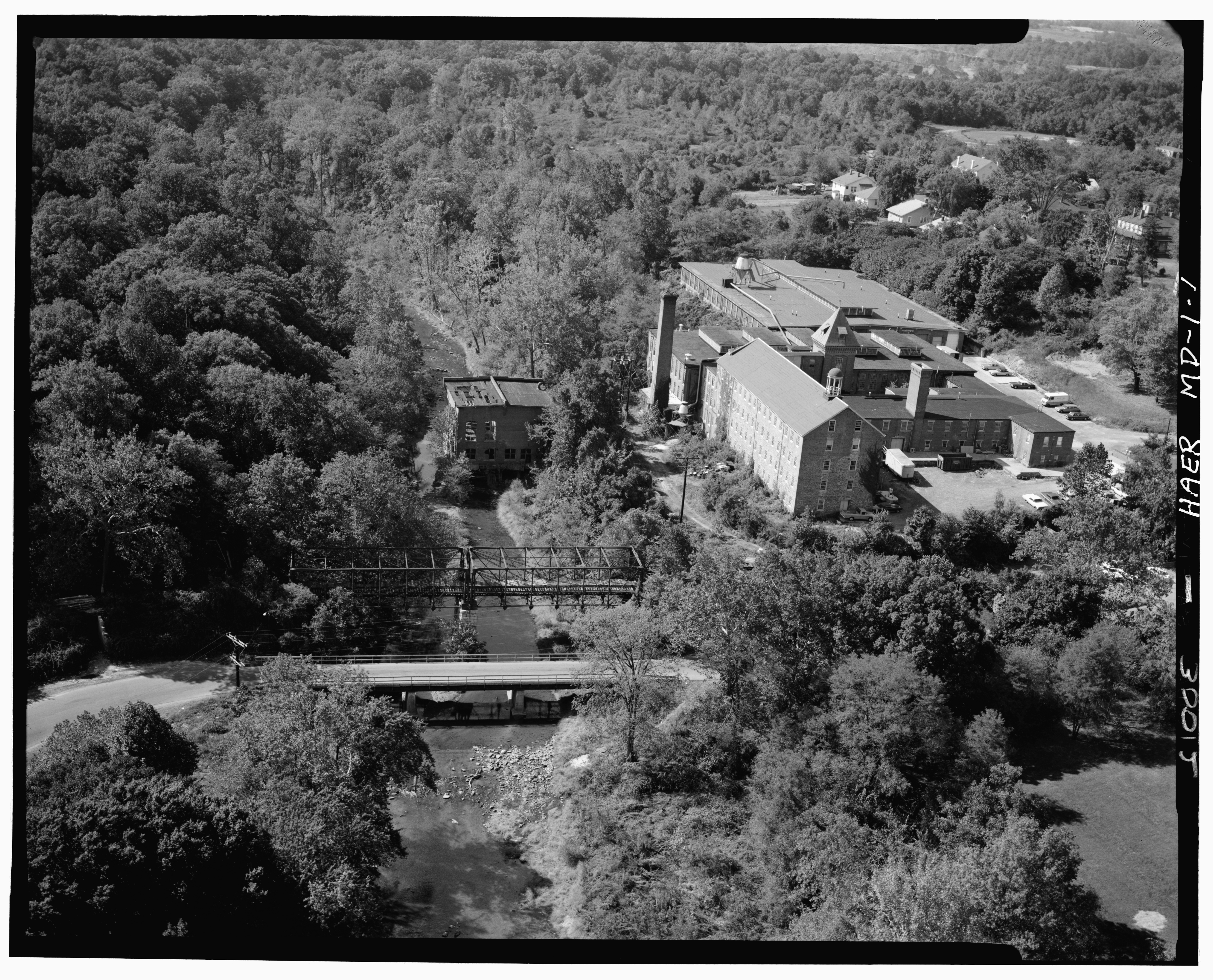
L'usine Savage Mill et le pont Bollman dans les années 1970.
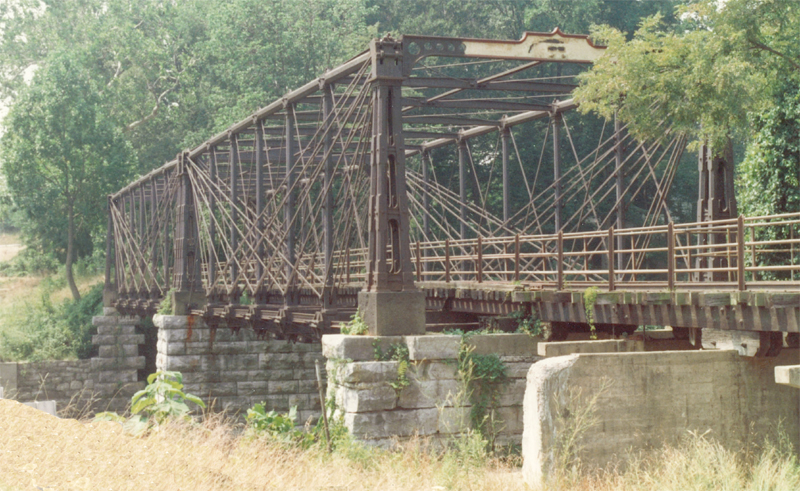
Le pont actuel en 1982 (avant les travaux de réhabilitation réalisés en 1983-84 par WM&A).
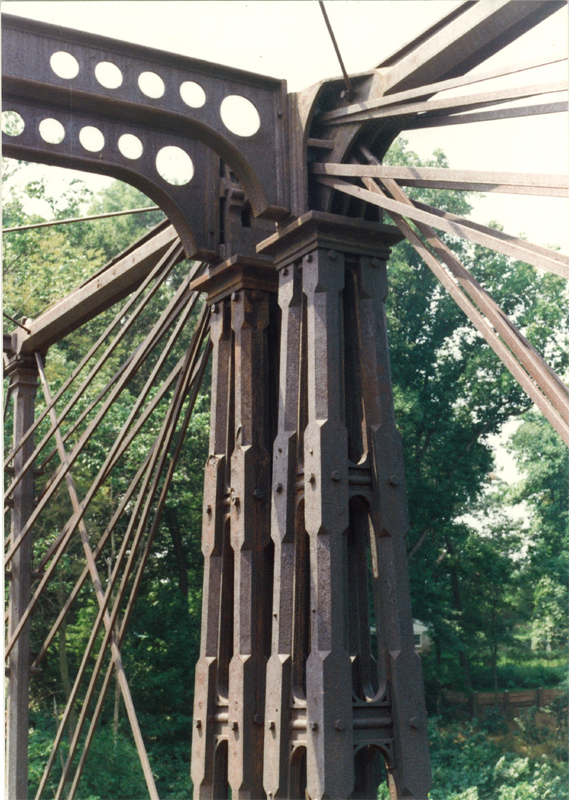
Haut des câbles, 1982.
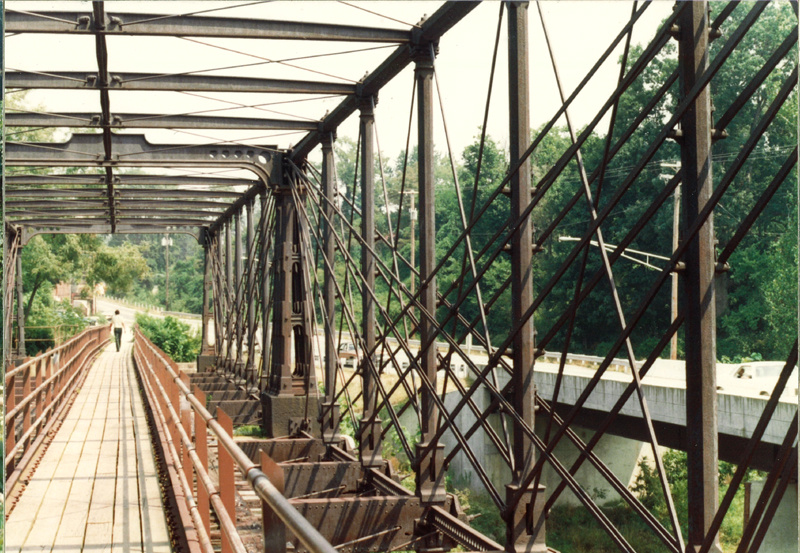
Vue à travers le pont, 1982.

En 1966, l'American Society of Civil Engineers lance un nouveau programme, en désignant le pont comme le tout premier élément de la liste des Historic Civil Engineering Landmarks, c'est-à-dire la liste des réalisations historiques du génie civil. Le pont est inscrit sur le Registre national des lieux historiques le 18 décembre 1972, et a été désigné site historique national, le 16 février 2000. Le pont est inspecté en vue d'une restauration, en 1978, par Modjeski and Masters. Une détérioration du treillis du plancher est constatée. Un contrat de restauration de 214 200 $ a été conclu avec Dewey-Jordan de Frederick, en septembre 1982. Le pont est restauré par Wallace, Montgomery & Associates, LLP, pour le compte du département des parcs et loisirs du comté de Howard en 1983. Plus récemment, le pont a bénéficié de travaux de conservation supplémentaires et a été de nouveau inauguré le 16 septembre 2000. Depuis, il est entretenu régulièrement en tant qu'élément du Savage Park. L'ouvrage a donné son nom à l'école élémentaire Bollman Bridge (en) voisine.

Le pont après la restauration
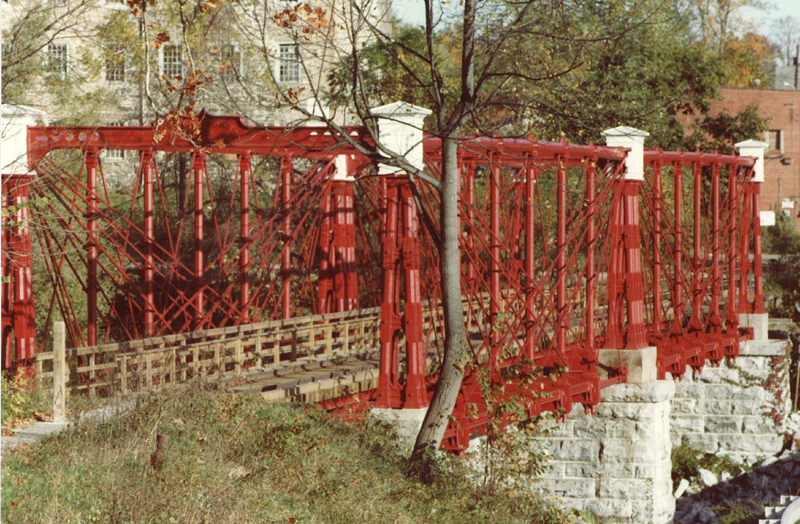
Le pont en 1984, après la restauration réalisée par WM&A.
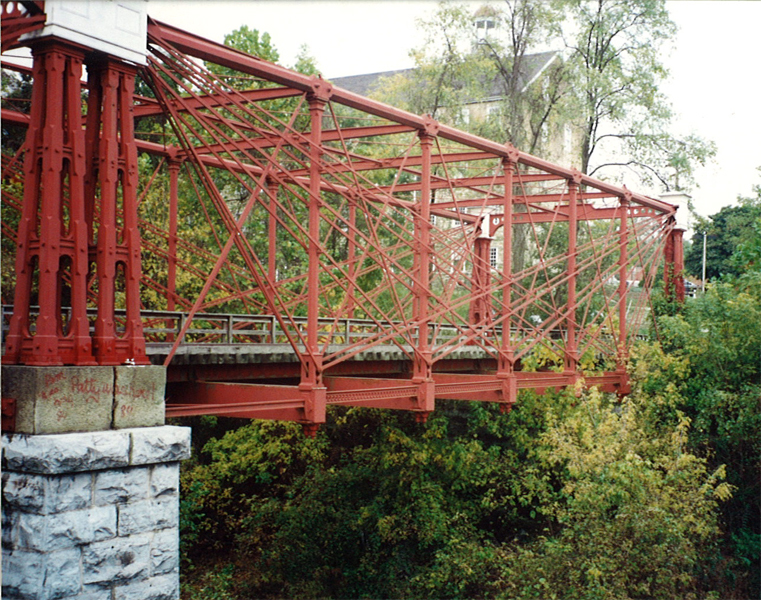
Vue partielle, 1984
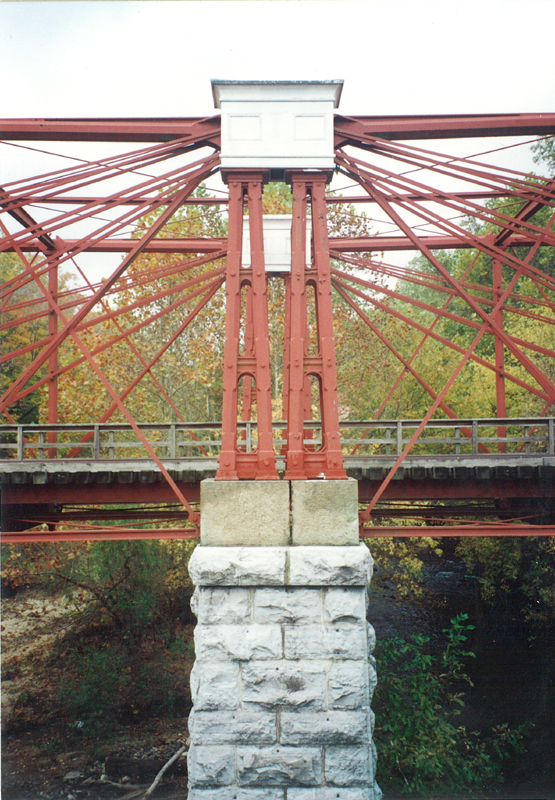
Pilier central, 1984.
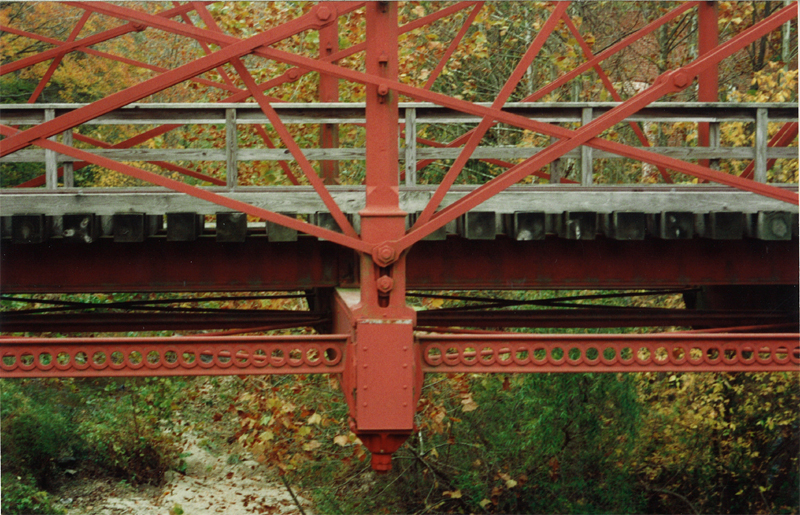
Base des câbles, 1984.